# Associazione Calcio Reggiana 1952-1953
Questa voce raccoglie le informazioni riguardanti l'Associazione Calcio Reggiana nelle competizioni ufficiali della stagione 1952-1953.

## Stagione
Nella stagione 1952-1953 la Reggiana disputa il campionato a girone unico di Serie C, un torneo a 18 squadre, con 11 punti ufficiali e 31 reali conquistati sul campo, si piazza in ultima posizione di classifica e retrocede in Serie D con Vigevano, Stabia e Molfetta. Il torneo è stato vinto con 48 punti dal Pavia che sale in Serie B con l'Alessandria seconda con 46 punti.
L'imprenditore Giorgio Degola entra in società, dove restano Visconti e Lari (i tre sono vice presidenti), ma l'avvocato Enzo Del Conte resta presidente. La Reggiana si affida come allenatore all'ex portiere della Roma Guido Masetti che vinse lo scudetto del 1942.
Arrivano nuovi giocatori: dalla Lazio l'esperto italo-brasiliano (ma malconcio) Enrique Flamini, dal Bari il reggiano (ma infortunato) Danilo Bonini, poi dalla Fermana il croato Ivan Sandukcic, dalla Juventus (in prestito) l'esperto Alceo Lipizer, poi il centravanti Gianni Cappi, il centromediano Ermelindo Lovagnini, l'ala Bruno Pelloni, il centravanti Silvio Smersy e il portiere Corrado Danti a far da secondo a Paolo Manfredini.
Se ne vanno da Reggio Guido Tieghi e Franco Rossi; ottengono la lista gratuita Bruno Dal Bon, Giuseppe Polo ed Aruro Biagi.
Si punta a una stagione di assestamento. E invece dopo le prime sette partite la Reggiana si trova nei bassifondi della classifica e l'allenatore Guido Masetti viene sostituito con l'ex calciatore granata Alcide Ivan Violi.
La partita del Tardini del 22 marzo 1953 acquista un valore assoluto per la salvezza della Reggiana. Il Parma è tranquillo a metà classifica. La Reggiana vince per 2 a 1 (gol di Pelloni e Zucchini). Ma esplode una grana. La Reggiana viene denunciata da un dirigente del Parma per aver tentato di vincere illecitamente la partita. La Reggiana viene denunciata agli organi della Lega Nazionale e condannata a 20 punti di penalizzazione, che la costringono a retrocedere in Quarta Serie. Con i venti punti di penalità più gli 11 punti ottenuti sarebbe arrivata a 31 punti con Lecce e Sambenedettese.

## Divise
| Prima divisa | Seconda divisa |

## Rosa
| N. |                      | Ruolo | Calciatore        |
| -- | -------------------- | ----- | ----------------- |
|    | Italia (bandiera)    | P     | Cesare Anghinolfi |
|    | Italia (bandiera)    | C     | Luigi Angelini    |
|    | Italia (bandiera)    | A     | Bruno Bonacini    |
|    | Italia (bandiera)    | A     | Danilo Bonini     |
|    | Italia (bandiera)    | C     | Adelmo Braglia    |
|    | Italia (bandiera)    | P     | Mario Camilloni   |
|    | Italia (bandiera)    | A     | Gianni Cappi      |
|    | Italia (bandiera)    | C     | Giuliano Checchi  |
|    | Italia (bandiera)    | A     | Tonino Castellari |
|    | Italia (bandiera)    | D     | Antonio Dalmonte  |
|    | Italia (bandiera)    | P     | Corrado Danti     |
|    | Argentina (bandiera) | C     | Enrique Flamini   |
|    | Italia (bandiera)    | A     | Alceo Lipizer     |

| N. |                    | Ruolo | Calciatore          |
| -- | ------------------ | ----- | ------------------- |
|    | Italia (bandiera)  | D     | Ermelindo Lovagnini |
|    | Italia (bandiera)  | D     | Umberto Malvisi     |
|    | Italia (bandiera)  | P     | Paolo Manfredini    |
|    | Italia (bandiera)  | C     | Giovanni Palma      |
|    | Italia (bandiera)  | C     | Athos Panciroli     |
|    | Italia (bandiera)  | A     | Bruno Pelloni       |
|    | Italia (bandiera)  | D     | Luigi Saccani       |
|    | Croazia (bandiera) | C     | Ivan Sandukcić      |
|    | Italia (bandiera)  | D     | Renzo Sgarbi        |
|    | Italia (bandiera)  | A     | Silvio Smersy       |
|    | Italia (bandiera)  | D     | Guido Vincenzi      |
|    | Italia (bandiera)  | A     | Guido Zucchini      |

## Risultati

### Campionato di Serie C

#### Girone di andata
| Arbitro: | Moriconi (Roma) |

|                         |           |            |
| Giannotti 36’ Lenci 64’ | Marcatori | 82’ Bonini |

| Arbitro: | Mori (Cremona) |

|                                           |           |             |
| Maluta 46’, 89’ Trevisani 76’ Bernard 80’ | Marcatori | 65’ Pelloni |

| Arbitro: | Grignani (Milano) |

|                                        |           |                              |
| Bonini 4’, 69’ Sandukcic 35’ Cappi 74’ | Marcatori | 11’ Marconi 24’ (rig.) Milli |

| Reggio Emilia 5 ottobre 1952 4ª giornata | Reggiana           | 0 – 0 | Toma Maglie | Stadio Mirabello\| Arbitro: \| Fumagalli (Milano) \| |
| Arbitro:                                 | Fumagalli (Milano) |       |             |                                                      |

| Arbitro: | Andreoni (Milano) |

|                                       |           |                                |
| Tosolini 4’ Sguaitzer 33’ Verderi 63’ | Marcatori | 51’ Bonacini 73’ (rig.) Bonini |

| Arbitro: | Grignani (Milano) |

|             |           |  |
| Savoini 46’ | Marcatori |  |

| Arbitro: | De Leo (Mestre) |

|              |           |             |
| Zucchini 14’ | Marcatori | 16’ Ferrari |

| Vigevano 9 novembre 1952 8ª giornata | Vigevano           | 0 – 0 | Reggiana | Stadio Dante Merlo\| Arbitro: \| Campanati (Milano) \| |
| Arbitro:                             | Campanati (Milano) |       |          |                                                        |

| Arbitro: | Caputi (Molfetta) |

|           |           |  |
| Palma 35’ | Marcatori |  |

| Arbitro: | Michieletto (Mestre) |

|                   |           |                          |
| Seratoni 22’, 70’ | Marcatori | 41’ Lipizer 84’ Zucchini |

| San Benedetto del Tronto 30 novembre 1952 11ª giornata | Sambenedettese   | 0 – 0 | Reggiana | Stadio Fratelli Ballarin\| Arbitro: \| Matteucci (Roma) \| |
| Arbitro:                                               | Matteucci (Roma) |       |          |                                                            |

| Arbitro: | Alterio (Roma) |

|             |           |                           |
| Lipizer 30’ | Marcatori | 36’ Rinaldi 55’ Bernardis |

| Arbitro: | Liverani (Torino) |

|  |           |              |
|  | Marcatori | 28’ De Prati |

| Castellammare di Stabia 21 dicembre 1952 14ª giornata | Stabia             | 0 – 0 | Reggiana | Stadio San Marco\| Arbitro: \| Famulari (Messina) \| |
| Arbitro:                                              | Famulari (Messina) |       |          |                                                      |

| Arbitro: | Casati (Varese) |

|                      |           |             |
| Smersy 45’, 52’, 65’ | Marcatori | 69’ Capelli |

| Arbitro: | Savi (Bergamo) |

|                           |           |           |
| Bertoni III 10’, 51’, 55’ | Marcatori | 1’ Smersy |

| Arbitro: | Mori (Cremona) |

|             |           |                           |
| Lipizer 59’ | Marcatori | 8’ Bislenghi 12’ Balestra |

#### Girone di ritorno
| Arbitro: | Fortina (Novara) |

|                                               |           |  |
| Checchi 8’, 62’, 69’ Smersy 9’, 19’ Cappi 46’ | Marcatori |  |

| Arbitro: | Valsecchi (Milano) |

|                                      |           |  |
| Panciroli 19’ (rig.) 41’ Checchi 39’ | Marcatori |  |

| Arbitro: | Famulari (Messina) |

|                        |           |  |
| Montrone 37’ Valla 48’ | Marcatori |  |

| Arbitro: | Raule (Roma) |

|                           |           |                    |
| Coltura 69’ Fontanesi 76’ | Marcatori | 89’ (aut.) Mandich |

| Reggio Emilia 22 febbraio 1953 22ª giornata | Reggiana        | 0 – 0 | Mantova | Stadio Mirabello\| Arbitro: \| Canepa (Genova) \| |
| Arbitro:                                    | Canepa (Genova) |       |         |                                                   |

| Arbitro: | Rigato (Mestre) |

|               |           |         |
| Panciroli 84’ | Marcatori | 55’ Bey |

| Arbitro: | Lo Bello (Siracusa) |

|             |           |  |
| Ferrara 40’ | Marcatori |  |

| Arbitro: | Menchini (Udine) |

|                                                     |           |  |
| Lipizer 2’ Zucchini 33’ Panciroli 36’ Sandukcic 80’ | Marcatori |  |

| Arbitro: | Lo Bello (Siracusa) |

|               |           |                          |
| Korostelev 8’ | Marcatori | 45’ Pelloni 63’ Zucchini |

| Reggio Emilia 29 marzo 1953 27ª giornata | Reggiana     | 0 – 0 | Piacenza | Stadio Mirabello\| Arbitro: \| Coppa (Como) \| |
| Arbitro:                                 | Coppa (Como) |       |          |                                                |

| Arbitro: | Zoli (Pontedera) |

|           |           |                 |
| Bonini 7’ | Marcatori | 6’ F. Traini II |

| Arbitro: | Casati (Varese) |

|              |           |               |
| Ghezzani 66’ | Marcatori | 75’ Panciroli |

| Arbitro: | Adami (Roma) |

|                      |           |              |
| Rosa 35’ Duzioni 87’ | Marcatori | 1’ Sandukcic |

| Arbitro: | Bombacigno (Bari) |

|                                                               |           |           |
| Zucchini 35’, 59’ (rig.) Sandukcic 62’ Pelloni 68’ Bonini 73’ | Marcatori | 45’ Gatti |

| Venezia 10 maggio 1953 32ª giornata | Venezia           | 0 – 0 | Reggiana | Stadio Pierluigi Penzo\| Arbitro: \| Grignani (Milano) \| |
| Arbitro:                            | Grignani (Milano) |       |          |                                                           |

| Arbitro: | Raule (Roma) |

|                                    |           |  |
| Panciroli 49’ Sandukcic 67’ (rig.) | Marcatori |  |

| Arbitro: | Moriconi (Roma) |

|               |           |             |
| Bislenghi 41’ | Marcatori | 15’ Pelloni |